# Më ler një ëndërr
Më ler një ëndërr är en låt framförd av den albanska popsångerskan Ani Çuedari. Med låten var hon en av deltagarna i Festivali i Këngës 51, Albaniens uttagning till Eurovision Song Contest 2013. Låten var hävdat komponerad av Arjon Muka och hävdat skriven av Ani Çuedari. Hon lottades att delta i den andra semifinalen och genom juryröstning tog hon sig till finalen. Dagen efter semifinal 2 uppdagades det att låten var en direkt kopia av den sydkoreanska sångerskan J-Mins låt "Stand Up". Efter att plagiatet upptäckts höll man ett sammanträde med bland annat tävlingens artistiska direktör Shpëtim Saraçi. Under eftermiddagen på finaldagen blev beslutet att man diskvalificerade bidraget officiellt.
I och med att Çuedari diskvalificerades blev detta första gången som ett bidrag som tagit sig till final i Festivali i Këngës diskvalificerats på grund av plagiat. 